# Grete Weiskopf
Grete Weiskopf, cunoscută sub pseudonimul Alex Wedding, (n. 11 mai 1905, Salzburg, Austro-Ungaria – d. 15 martie 1966, Saalfeld/Saale, Republica Democrată Germană) a fost o autoare germană de literatură pentru copii și tineri.

## Biografie
Născută ca Grete Bernheim în Salzburg, a lucrat inițial ca dactilografă, librară și funcționară bancară la Berlin. În 1928 s-a căsătorit cu autorul de origine cehă Franz Carl Weiskopf⁠(d), membru al Partidului Comunist German și al Asociației Autorilor Proletari-Revoluționari.
În 1931 a scris primul ei roman pentru tineri, Ede und Unku, care a fost una din cărțile arse de naziști. În 1933, ea și soțul său au fugit la Praga; în 1939 au fugit prin Paris la New York.
După Al Doilea Război Mondial s-au întors la Praga pentru o scurtă perioadă. În același an, Franz a început să lucreze în serviciul diplomatic, cu misiuni înWashington, D.C. și Stockholm. Din 1950 până în 1952 au locuit în Republica Populară Chineză, unde ea a lucrat ca traducătoare și jurnalistă. Din 1953 până la moartea ei, a locuit în Republica Democrată Germană. Ea și soțul ei sunt înmormântați în Zentralfriedhof Friedrichsfelde⁠(d).

## Carieră
În timpul vieții sale în Republica Democrată Germană, Weiskopf a scris romane și povestiri pentru copii și tineri. Cele două cărți ale sale de mare succes sunt Ede und Unku și Oceanul Arctic, ambele adaptate ca filme. A fost considerată o pionieră a literaturii socialiste pentru copii. 

## Onoruri
- A dat numele unui premiu literar, Alex-Wedding-Preis, acordat din 1968. În 2024, premiul a fost fuzionat cu propriul premiu al soțului ei.[15]
- La 27 ianuarie 2011, cu ocazia Zilei Comemorării Victimelor Socialismului Național, o alee din Friedrichshain⁠(d) a fost redenumită Ede-und-Unku-Weg în memoria celui mai celebru roman al ei.
- Din 2009, o stradă de pe Alexanderplatz⁠(d) între Karl-Liebknecht-, Knebel- și Wadzeckstrasse se numește Alex-Wedding-Strasse.

## Lucrări scrise
Lucrările lui Weiskopf includ
- 1931: Ede und Unku
- 1936: Das Eismeer ruft -- Chemarea ghețarilor
- 1948: Die Fahne des Pfeiferhänsleins
- 1948: Söldner ohne Sold, Ein Roman für die Jugend
- 1952: Das eiserne Büffelchen
- 1961: Die Drachenbraut. Chinesische Volksmärchen
- 1963: Erinnerungen an einen Freund. Ein Gedenkbuch für F. C. Weiskopf. [17]
- 1963: Hubert, das Flusspferd. (bazat pe povestea adevărată a hipopotamului Huberta)
- 1965: Im Schatten des Baobab. Märchen und Fabeln aus Afrika

## Filmografie

### Adaptări
- 1961: Das Eismeer ruft (Ledove more vola), regizat de Hanus Burger⁠(d)
- 1980: Als Unku Edes Freundin war, regia Helmut Dziuba
- 1982: Das große Abenteuer des Kaspar Schmeck, regia Gunter Friedrich
- 1984: Das Eismeer ruft, regizat de Jörg Foth

### Scenarii
- 1957: Lissy[18]
- 1964: Ferientage